# Красинский (Кемеровская область)
Красинский — бывший посёлок в Тяжинском районе Кемеровской области России. Входил в состав Тисульского сельского поселения.

## География
Центральная часть населённого пункта расположена на высоте 203 метров над уровнем моря.

## История
В 2012 году посёлок Красинский упразднён как фактически прекративший существование.

## Население
| 1970 | 1979 | 1989 | 2002 | 2010 |
| ---- | ---- | ---- | ---- | ---- |
| 103  | ↘49  | ↘5   | ↗8   | ↘0   |